# Elmley Lovett
Elmley Lovett – wieś i civil parish w Anglii, w Worcestershire, w dystrykcie Wychavon. W 2011 roku civil parish liczyła 314 mieszkańców. Elmley Lovett jest wspomniana w Domesday Book (1086) jako Aelmeleia.